# Брус-ле-Шато
Брус-ле-Шато́ (фр. Brousse-le-Château, окс. Brossa) — коммуна во Франции, находится в регионе Окситания. Департамент — Аверон. Входит в состав кантона Сен-Ром-де-Тарн. Округ коммуны — Мийо.
Код INSEE коммуны — 12038.
Коммуна расположена приблизительно в 540 км к югу от Парижа, в 105 км северо-восточнее Тулузы, в 40 км к югу от Родеза.

## Население
Население коммуны на 2008 год составляло 165 человек.
| 1962 | 1968 | 1975 | 1982 | 1990 | 1999 | 2008 |
| ---- | ---- | ---- | ---- | ---- | ---- | ---- |
| 226  | 268  | 219  | 225  | 203  | 163  | 165  |

## Экономика
В 2007 году среди 104 человек в трудоспособном возрасте (15—64 лет) 62 были экономически активными, 42 — неактивными (показатель активности — 59,6 %, в 1999 году было 69,8 %). Из 62 активных работали 60 человек (37 мужчин и 23 женщины), безработных было 2 (0 мужчин и 2 женщины). Среди 42 неактивных 6 человек были учениками или студентами, 22 — пенсионерами, 14 были неактивными по другим причинам.

## Достопримечательности
- Ораторий. Памятник истории с 1937 года[3]
- Средневековый мост в готическом стиле. Памятник истории с 1937 года[4]
- Церковь Сен-Жак-ле-Мажёр. Памятник истории с 1937 года[5]
- Замок Брус[фр.] (XII век). Памятник истории с 1943 года[6]

## Фотогалерея

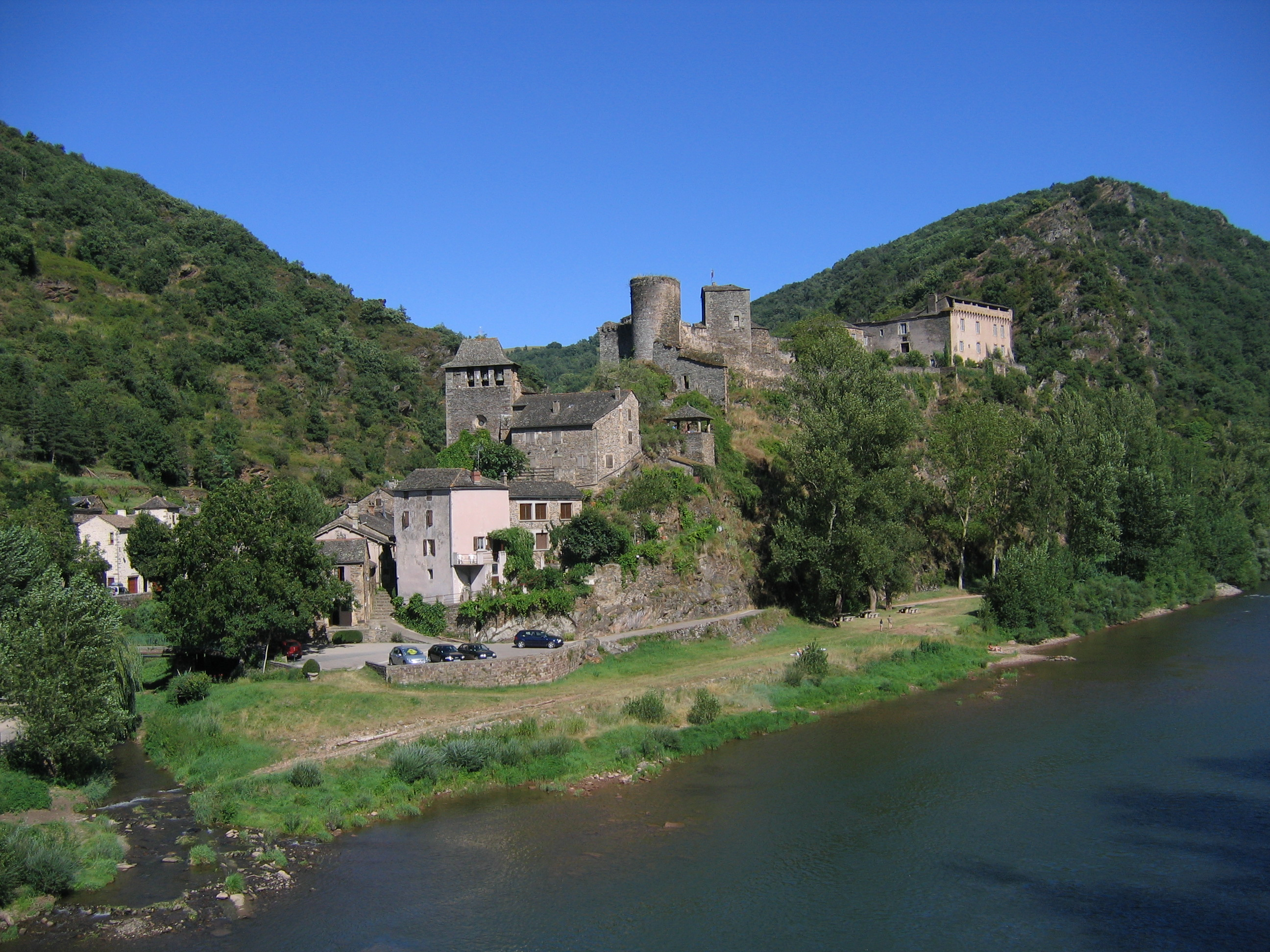
Брус-ле-Шато
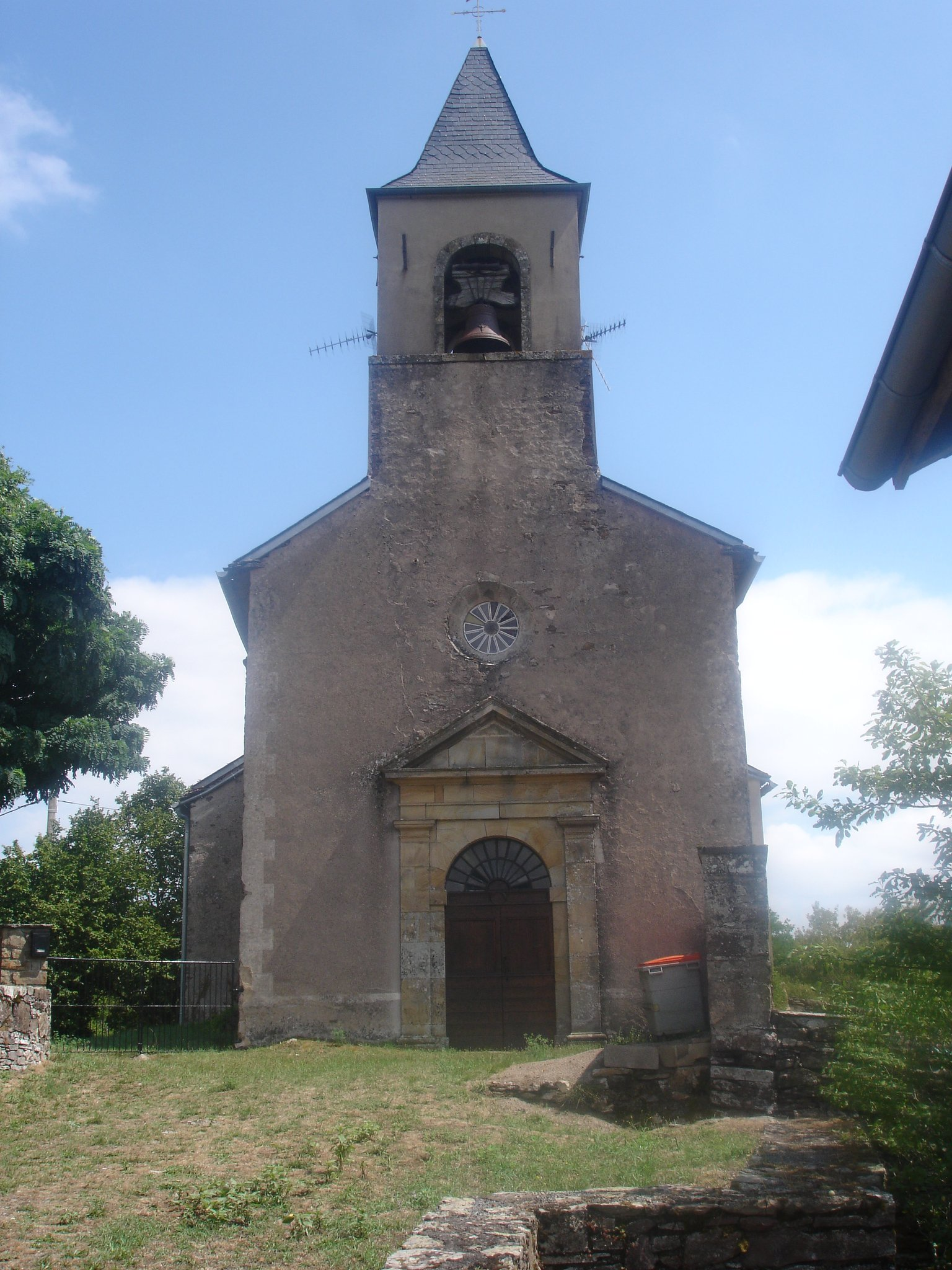
Церковь Сен-Сирис
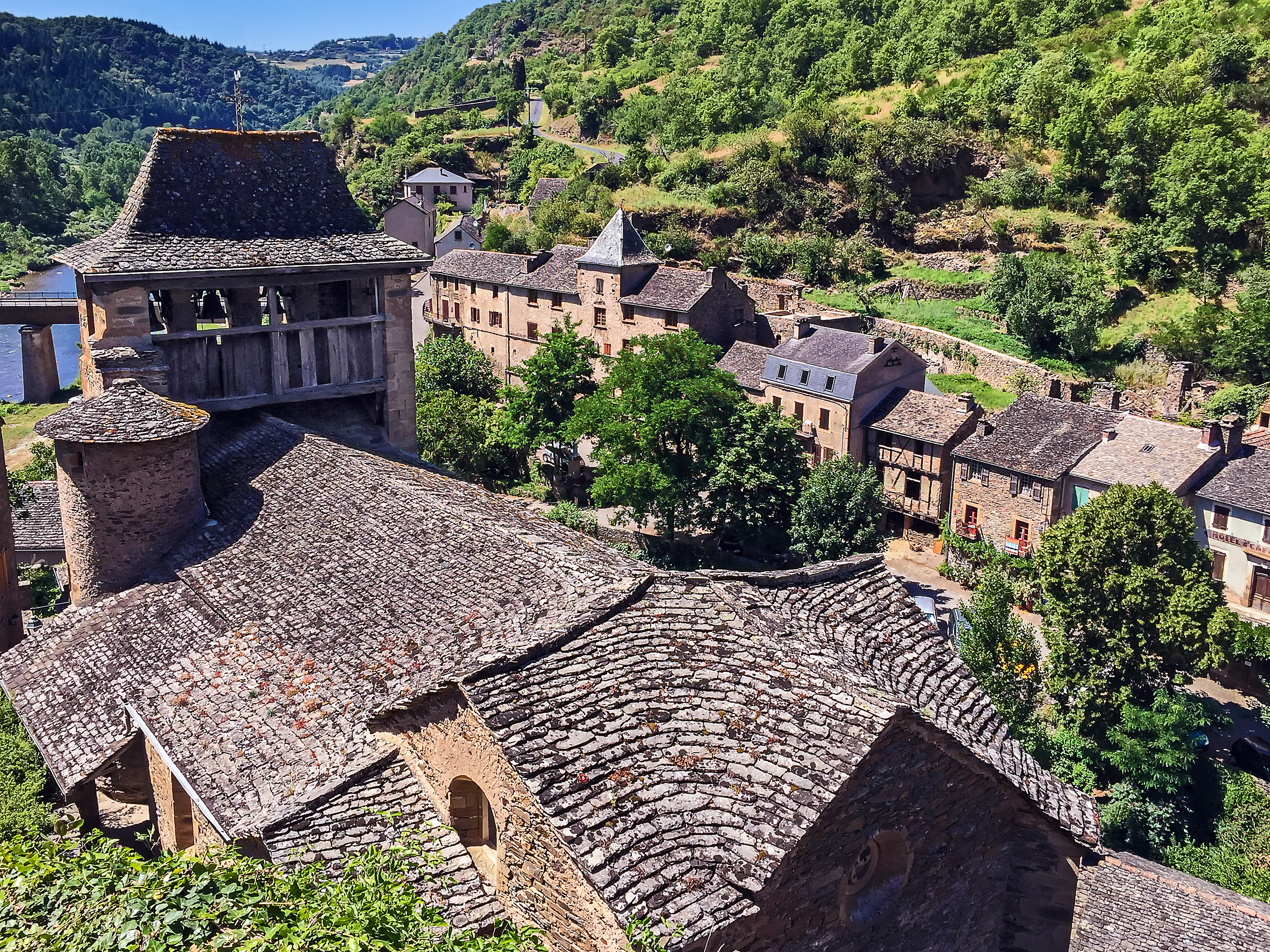
Церковь Сен-Жак-ле-Мажёр
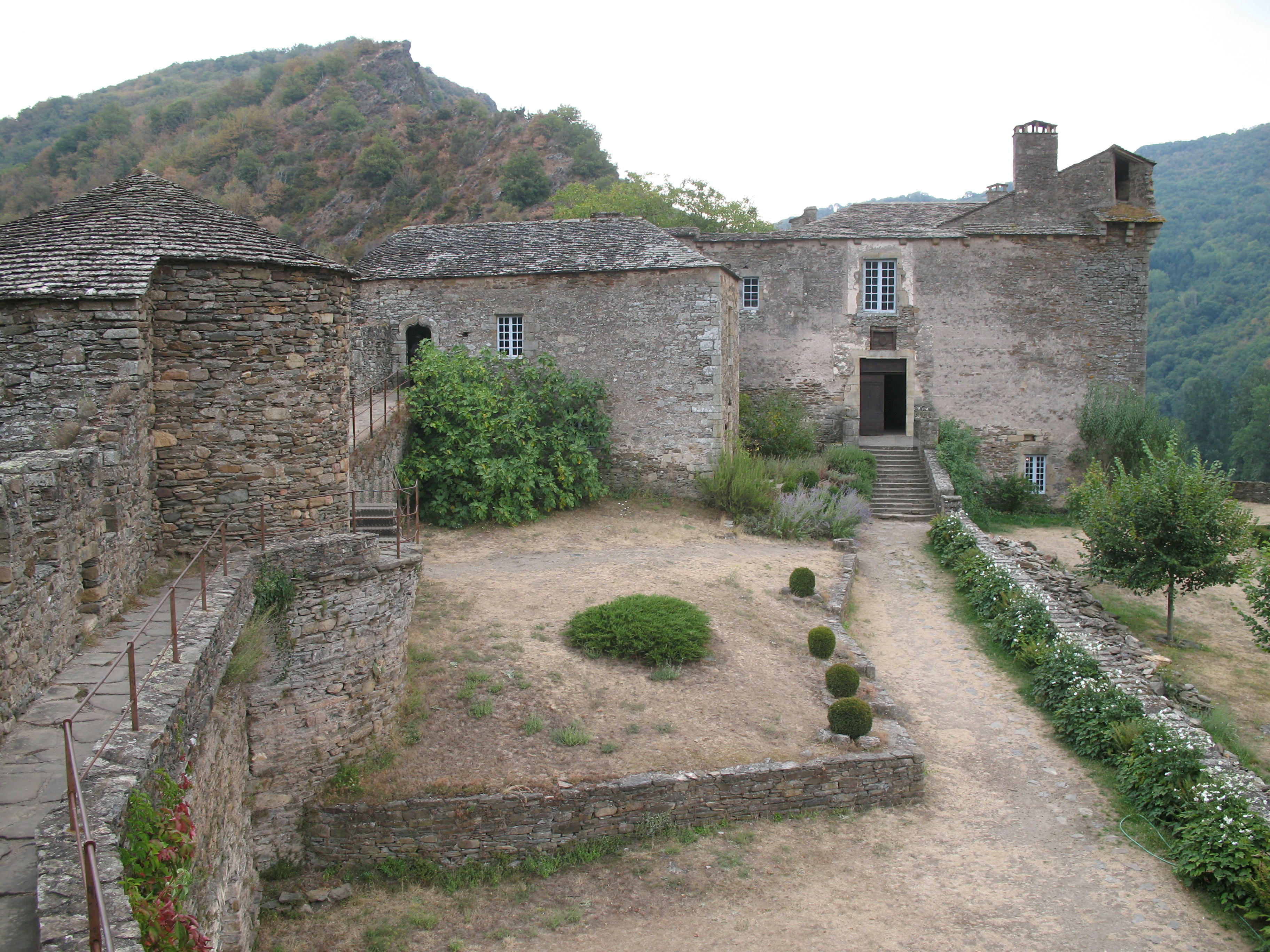
Замок Брус